# Маяк Волф-Рок
Маяк Волф-Рок (англ. Wolf Rock Lighthouse) — маяк в графстве Корнуолл, Великобритания.
Расположен на скале в 9 морских милях (17 км, 10 миль) к востоку от Сент-Мэри, Силли и в 4 морских милях (7,4 км, 4,6 миль) к юго-западу от Лендс-Энд, в Корнуолле, Англия. Был построен Джеймсом Уолкером с 1861 по 1869 год и введён в эксплуатацию в январе 1870 года.
Башня 41 метров (135 футов) в высоту построена из гранита, который был подготовлен на материковой части Корнуолла. В связи с трудными погодными условиями строительство заняло около 9 лет. 
Маяк виден из Лендс-Энд днём и ночью. Он был автоматизирован в 1988 году. Маяк стал первым в мире, оснащённым вертолётной площадкой.